# 三角江

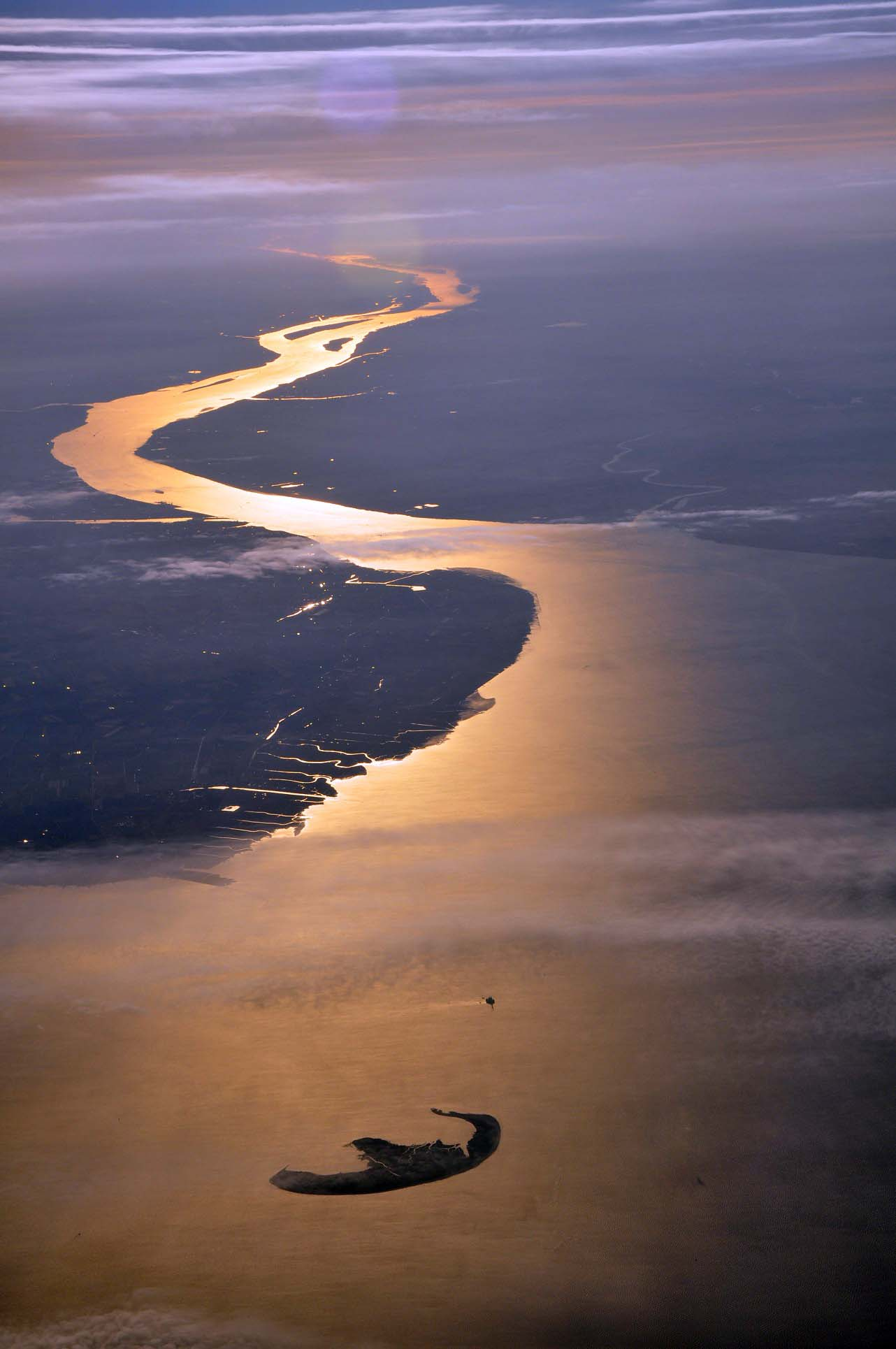
エルベ川の河口は典型的な三角江のひとつ

三角江（さんかくこう）は、平野を流れる河川が沈水して出来た三角状の入り江，あるいはその河口部である。エスチュアリー、河口湾ともいう。

## 定義
三角江は、欧州近代語では estuary（英）, estuaire（仏）, Ästuar（独）, эстуарий（露）などと呼ばれ、これらは共通してラテン語の aestuarium を語源とする。なお aestuarium は「潮の満ち引き」を意味する aestus に場所を意味する接尾辞が接続した aestus の派生語である。「潮が満ち引きする場所」を意味するラテン語に由来する英語の estuary 等（以下「エスチュアリー」と呼ぶ）は、最大限に広く定義する場合「半分が沿岸水域に取り囲まれて海域との関係が開かれているため、陸から排出される真水により海水がある程度まで希釈される場所」「淡水と海水が出会う海域を総称する用語」と定義する場合がある。
こうした広義のエスチュアリーには本項の三角江のほかにも、フィヨルドやラグーン、水文学でいうクリーク地形 (Creek (tidal)) が含まれる。なお日本語には、三角江、フィヨルド、リアス海岸の上位概念として沈水海岸という言葉がある。
一般的には、三角江は、平野を流れる河川が沈水して出来た三角状の入り江などと定義される。地形の形状は「三角状」のほかには「漏斗状」とも表現される。平野ではなく山地のV字谷が沈水するとリアス海岸になり、また、氷河に削られたU字谷が沈水するとフィヨルドになり、これらは狭義の三角江とは異なる。河川からの土砂供給量が少なく、河道勾配が緩やかなために、海進時に川谷の埋積が進まずに入り江が形成された。

## 水循環
三角江では表層を河川から流れ出た真水が流れ、底層を海水が流れる「塩水くさび」が形成される場合がある:45。

## 生物群系
エスチュアリー（ここでは三角江もフィヨルドも含む広義のエスチュアリー）においては真水と塩水が交じり合い、海洋とは異なるユニークな環境が作り出される。また、環境を決定する種々の条件の変動の振れ幅が大きい。比較的大きなダイナミズムに適応した生物群系が形成される場合がある。混じり合いの程度により栄養塩濃度が変化するため、直接の影響をうける生物群集も変化し漁業における利用形態も変化している。

## 土地利用
水深が深く、また波風を凌げるため天然の良港になりやすく、湾奥（また外航船が川を遡ることができる地点）や湾岸に大規模な貿易港が造られやすい。また港となる場所は、多くの人口を抱える広大な内陸平野を後背地に持ち、大都市も形成される（例えば、テムズ川を遡った地点のロンドン）。
同様に水深の深い入り江で天然の良港が形成される例としてはリアス式海岸やフィヨルドがあるが、これらは後背地が山地もしくは氷河であるため、多くの場合は湾岸にできる集落は小規模な漁村であり、湾には漁港や避難港が出来やすい。

## 三角江を形成する川の例
河口で三角江を形成している川には次のような例がある。湾岸・湾奥に大規模な港湾や都市が形成されているものに関しては、その都市名を括弧内に記す。
- 長江 （上海）
- 珠江 （珠江デルタ - 広州、東莞、深圳、中山、珠海、香港、マカオ）
- オビ川
- テムズ川 （ロンドン）[12]
- マージー川 （リバプール）
- エルベ川 （ハンブルク）
- セーヌ川 （ルアーブル）セーヌ川の河口は典型的な三角江のひとつ
- ロワール川 （ナント）
- ガロンヌ川、ジロンド川 （ボルドー）
- アマゾン川 （マカパ）

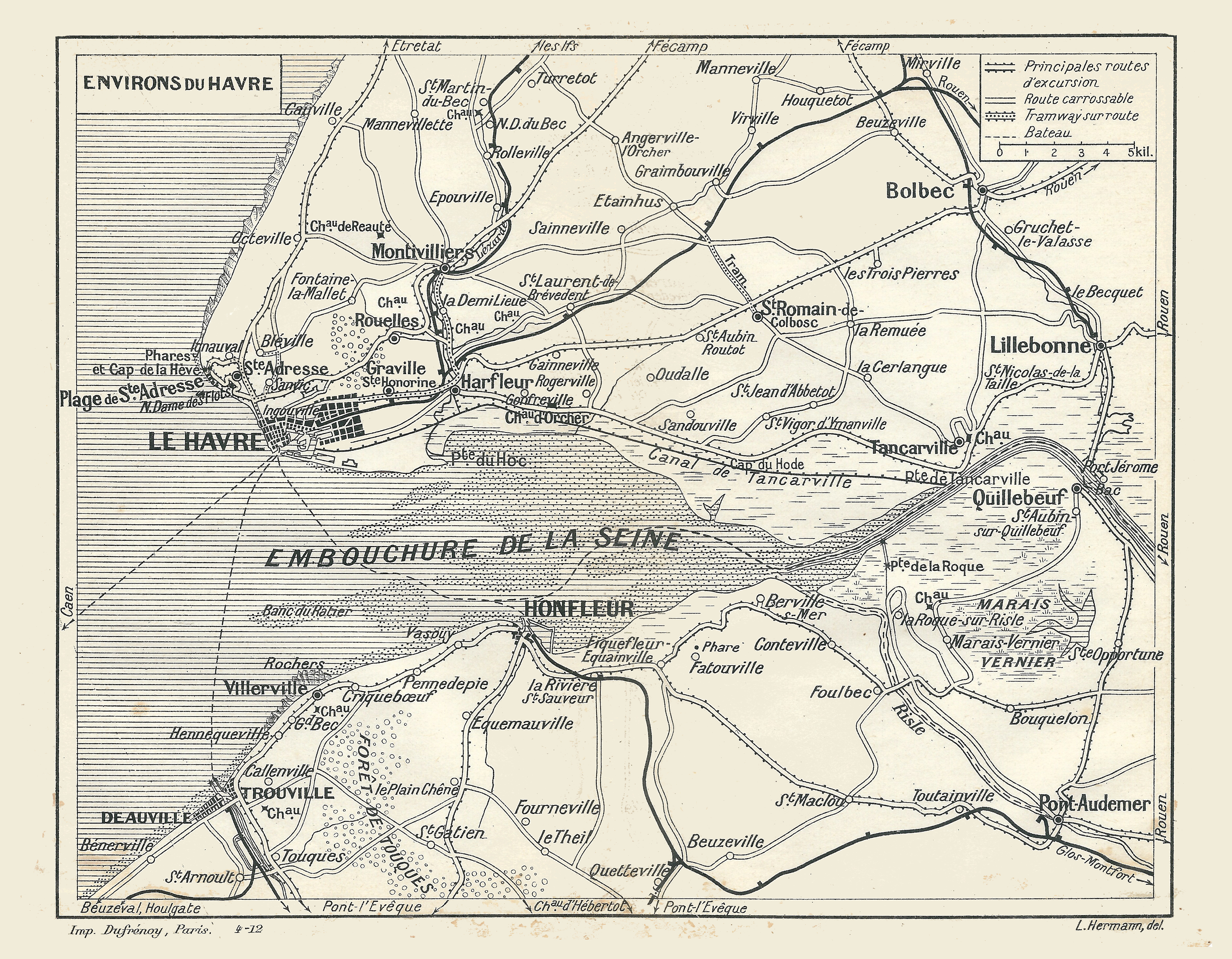
セーヌ川の河口は典型的な三角江のひとつ

- ラプラタ川 （ブエノスアイレス・ラプラタ・モンテビデオ）
- オリノコ川
- セントローレンス川 （ケベック、モントリオール）
- 銭塘江 （杭州）

### 日本
日本では堆積作用が強く陸地化が速く進むので、現在見られるものは小規模である。
- 愛知県の境川河口部の衣浦湾[13]
- 沖縄島北東部の大浦川河口付近[14]
- 西浦（霞ヶ浦、茨城県）（約2万年前まで鬼怒川本流が現在の桜川を流れ、内海の峡谷が形成されたが、堆積作用が進み現在は湖沼である）